# 1999 (álbum de Love of Lesbian)
1999 (o cómo generar incendios de nieve con una lupa enfocando a la luna) (también conocido simplemente como 1999) es el sexto álbum de estudio del grupo español de indie pop rock Love of Lesbian, y el primero en ser distribuido por una discográfica importante. Inspirado en una relación muy intensa que el vocalista de Love of Lesbian, Santi Balmes, vivió en 1999, fue concebido como el equivalente musical a un álbum de fotos que trata sobre la relación entre dos veinteañeros en el año 1999; la decisión de titular el álbum 1999 también viene de que fue el año en que la banda lanzó su primer álbum, Microscopic Movies.
Fue publicado el 24 de marzo de 2009 por Warner Music Spain a través del sello Music Bus. En diciembre de 2011, el álbum logró un disco de oro por superar las 20.000 copias vendidas, convirtiéndose en el primer álbum de la banda en lograrlo.

## Lista de canciones
Todas las letras escritas por Santi Balmes.
| N.º     | Título                                          | Música                        | Duración |  |
| 1.      | «Allí donde solíamos gritar»                    | Santi Balmes                  | 5:37     |  |
| 2.      | «Club de fans de John Boy»                      | Balmes                        | 3:51     |  |
| 3.      | «Las malas lenguas»                             | Balmes Julián Saldarriaga     | 3:33     |  |
| 4.      | «Algunas plantas»                               | Balmes Jordi Roig Saldarriaga | 4:06     |  |
| 5.      | «Cuestiones de familia»                         | Balmes Saldarriaga            | 3:01     |  |
| 6.      | «El ectoplasta»                                 | Balmes Roig                   | 3:45     |  |
| 7.      | «Segundo asalto»                                | Balmes                        | 3:35     |  |
| 8.      | «Incendios de nieve»                            | Balmes                        | 5:58     |  |
| 9.      | «1999»                                          | Balmes Saldarriaga            | 5:05     |  |
| 10.     | «Te hiero mucho (historia del amante guisante)» | Balmes                        | 4:23     |  |
| 11.     | «Cuando diga ya»                                | Balmes Saldarriaga            | 2:46     |  |
| 12.     | «Miau»                                          | Balmes                        | 4:19     |  |
| 13.     | «La mirada de la gente que conspira»            | Balmes Saldarriaga            | 4:46     |  |
| 14.     | «2009 (voy a romper las ventanas)»              | Balmes Saldarriaga            | 6:28     |  |
| 1:01:13 |                                                 |                               |          |  |

## Créditos
Créditos procedentes del libreto del álbum.
Love of Lesbian
- Santi Balmes - Voz, sintetizadores, guitarras, arreglos
- Julián Saldarriaga - Guitarras, secuenciador, banjo, coros, arreglos
- Oriol Bonet - Baterías, arreglos
- Joan Ramón Planell - Bajos, arreglos
- Jordi Roig - Guitarras, arreglos

Otros músicos
- Dani Ferrer - Teclados, vientos
- Ricky Falkner - Multinstrumentista, arreglos, producción, mezclas
- Xavi Molero - Baterías, percusiones
- Carlos Cros - Voz (canciones 4 y 12)
- Zahara - Voz (canciones 1 y 14)
- Josep Maria Baldomà - Teclados, acordeón
- Ramón Marc - Saxofón
- Diego Güiz - Guitarra (canción 4), grabaciones (Bases y previas)
- Santos Berrocal - Percusiones

Personal
- Bibi Palay - Road manager
- Jordi Mora - Mezclas
- Álvaro Balañá - Mazterizado
- Lyona - Diseño de portada, line art
- José Manuel de Ceballos - Representante artístico